# Amnisos (gud)
Amnisos (grek Αμνισος), även kallad Kairatos (grek. Καιρατος) var en flodgud av Kreta i grekisk mytologi. Han bodde i floden Amnisos, även kallad Kairatos, hade sin början vid berget Idas fot och mynnade ut i Aigiska havet nära staden Knossos. Han var förmodligen son till titanerna Okeanos och Tethys.
Han var far till amnisaiderna och kanske även till Knossia.